# Astragalus kapherrianus
Astragalus kapherrianus es una especie de planta del género Astragalus, de la familia de las leguminosas, orden Fabales.

## Distribución
Astragalus kapherrianus se distribuye por Azerbaiyán e Irán.

## Taxonomía
Fue descrita científicamente por Fisch. Fue publicada en Bull. Soc. Imp. Naturalistes Moscou 26(2): 446 (1853).